# مايك دونلاب
مايك دونلاب (بالإنجليزية: Mike Dunlap)‏ هو مدرب كرة سلة أمريكي، ولد في 27 مايو 1957 في فيربانكس في الولايات المتحدة.

## روابط خارجية
- مايك دونلاب على موقع كلية كرة السلة في سبورتس رفرنس.كوم (الإنجليزية)
- مايك دونلاب على موقع سبورتس رفرنس (الإنجليزية)
- مايك دونلاب على موقع كلية كرة السلة في سبورتس رفرنس.كوم (الإنجليزية)